# Generalstab (Schweiz)
Der Generalstab war unter verschiedenen Namen bis zur Armeereform XXI die für die Planung und oberste Leitung verantwortliche Organisationseinheit der Schweizer Armee und stand unter der Führung des Generalstabschefs im Range eines Korpskommandanten. Auch nach der Armeereform besteht das Korps der Generalstabsoffiziere, die in der Generalstabsschule zu Führungsgehilfen der höheren Führung ausgebildet werden.

## Geschichte
Bis zu Restauration 1830 bestand der Generalstab aus 12 bis 24 eidgenössischen Obersten und einigen Oberstleutnants mit Erfahrung aus Dienst bei ausländischen Armeen. In der Zeit der Regeneration wurden ab 1841 an der Zentralschule Thun besondere Generalstabskurse für Milizoffiziere durchgeführt. Nach dem Entstehen des Bundesstaates wurde 1865 das «Eidgenössische Stabsbüro» geschaffen, ein Sammelbecken, aus dem die Kommandanten der Heereseinheiten und ihre Adjutanten vom General ernannt wurden. Es erhielt 1901 die Bezeichnung «Generalstabsabteilung» und war ab 1907 für die Kriegsbereitschaft und Ausbildung der Armee verantwortlich.
1948 wurden die meisten Dienste des Eidgenössischen Militärdepartements (EMD) in den Gruppen Generalstab und Ausbildung zusammengefasst, ab 1968 auch in der Gruppe Rüstung. Als primus inter pares koordinierte der Generalstabschef die drei Gruppen und war für die Gesamtplanung verantwortlich. Zusätzliche Leitungskompetenzen und (bis zur Wahl des Oberbefehlshabers) die militärische Führungsverantwortung für die Armee erhielt er mit der Reorganisation des EMD 1995.
Nach dem Zweiten Weltkrieg wurde die Generalstabsausbildung zusehends zur Voraussetzung für die Übernahme eines Heereseinheitskommandos. Die längeren Dienstzeiten und höheren Ansprüche führten gegen Ende des 20. Jahrhunderts dazu, dass weniger Milizoffiziere die Ausbildung antraten und der Anteil der Berufsoffiziere im Korps von etwa 20 % (1900) auf 40 % stieg. 2001 wurde die erste Frau Generalstabsoffizier.
Mit der Armeereform XXI wurde ab 2004 die Stellung des Generalstabschefs durch die des Chefs der Armee (CdA) ersetzt, der über einen Planungs- und einen Führungsstab verfügt. Im Herbst 2005 wurde als zivile Fachorganisation die Gesellschaft der Generalstabsoffiziere (GGstOf) gegründet.
Der Bestand an Generalstabsoffizieren betrug:
- 1875 und 1914: 60 Offiziere
- im Ersten Weltkrieg: 100 Offiziere
- im Zweiten Weltkrieg: 200 Offiziere
- in der Armee 61: 700 Offiziere
- in der Armee 95: 600 Offiziere
- in der Armee XXI: 430 Offiziere

## Generalstabsoffiziere in der Armee XXI
Die Generalstabsausbildung steht sowohl Miliz- wie auch Berufsoffizieren offen. Generalstabsoffiziere sind befähigt, als Führungsgehilfen des Kommandanten in einem Stab der mittleren oder oberen Führung zu dienen. Sie können als Chefs von Arbeitsgruppen, Untergruppen, Teilstäben oder des Gesamtstabes Zielvorgaben und Aufträge ihres Kommandanten umsetzen und ausführen.
Die Generalstabslehrgänge werden von der Generalstabsschule der Höheren Kaderausbildung der Armee (HKA) durchgeführt. Sie dauern in der Regel dreimal vier Wochen in der Grundausbildungstufe und zweimal drei Wochen in der Weiterbildungsstufe. Die Kursdauer ist im Vergleich zu Stabslehrgängen anderer Armeen extrem kurz, daher wird versucht, über eine Konzentration des Lehrinhalts eine Optimierung herbeizuführen, mit der die Ausbildungsqualität derjenigen anderer Armeen ebenbürtig sein soll. Zum Kurs zugelassen werden nach einem aufwändigen Selektionsprozess Kommandanten ab der Stufe Hauptmann; über die Zulassung entscheidet eine Laufbahnkommission unter der Führung des Chefs der Armee.
Generalstabsoffiziere führen als Zusatz zu ihrer Gradbezeichnung die Abkürzung «i Gst» (im Generalstab), bzw. «EMG» (État-major général) auf Französisch, «SMG» (Stato maggiore generale) auf Italienisch oder «STG» (Stab general) auf Romanisch. Sie tragen ein schwarzes Beret und als Abzeichen ein Edelweiss mit Schweizerkreuz. Als weiteres Erkennungsmerkmal sind die Hosen der Ausgangsuniform (Tenue A) seitlich mit einem an der Naht entlang laufenden, 5 cm breiten schwarzen Streifen versehen. Höhere Stabsoffiziere (HSO) – also Brigadiere, Divisionäre und Korpskommandanten – tragen zwei solche schwarze Streifen an den Bundfaltenhosen und als Abzeichen einen Lorbeerzweig.

## Liste der Generalstabschefs der Schweiz

### Restauration (1815–1830)
- um 1824: Johann Nepomuk von Schmiel (1774–1850)[2]

### Regeneration (1830–1848)
- 1847–????: Friedrich Frey-Herosé (1801–1873) unter General Guillaume Henri Dufour[3]

### Bundesstaat (1848– )
- 1852–????: Josef Leonhard Bernold (1809–1872)[4]
- 1870–1875: Rudolf Paravicini (1815–1888)
- 1875–1879: Hermann Siegfried (1819–1879)
- 1879–1882: Johann Rudolf von Sinner (1830–1901)
- 1883–1890: Max Alphons Pfyffer von Altishofen (1834–1890)
- 1890–1905: Arnold Keller (1841–1934)
- 1905–1919: Theophil Sprecher von Bernegg (1850–1927)
- 1920–1923: Emil Sonderegger (1868–1934)
- 1923–1936: Heinrich Roost (1872–1936)
- 1936–1940: Jakob Labhart (1881–1949)
- 1940–1945: Jakob Huber (1883–1953)
- 1945–1957: Louis de Montmollin (1893–1974)
- 1958–1964: Jakob Annasohn (1901–1983)
- 1965–1971: Paul Gygli (1909–1992)
- 1972–1976: Johann Jakob Vischer (1914–1985)
- 1977–1980: Hans Senn (1918–2007)
- 1981–1985: Jörg Zumstein (1923–1997)
- 1986–1989: Eugen Lüthy (1927–1990)
- 1990–1992: Heinz Häsler (* 1930)
- 1993–1997: Arthur Liener (* 1936)
- 1998–2002: Hans-Ulrich Scherrer (* 1942)
- 2003–2007: Christophe Keckeis (1945–2020), ab 1. Januar 2004 Chef der Armee